# Patieli
Patieli est une petite ville du Togo située dans la préfecture de Bassar, dans la région de la Kara

## Géographie
Patieli est situé à environ 48 km de Kara.

## Vie économique
- Coopérative paysanne
- Atelier poterie

## Lieux publics
- Infirmerie